# Franco Angioni
Franco Angioni (Civitavecchia, 25 agosto 1933) è un generale e politico italiano.

## Biografia
Figlio di un sottufficiale sardo, originario di Norbello, vicino Abbasanta (OR).

### Carriera militare
Allievo della Scuola militare Nunziatella dal 1949, ha poi frequentato l'accademia militare ed è uscito come sottotenente dell'Esercito italiano nel 1954. Nel 1960 fu promosso capitano.
Dal 1966 al 1969 ha frequentato la Scuola di Guerra italiana e nel 1970 quella canadese, inoltre nel 1962 ha conseguito il brevetto di Ranger presso la Scuola Ranger dello U.S. Army.
Assegnato ai paracadutisti come comandante di plotone e poi di compagnia, ha comandato dal 1971 al 1972 il Battaglione Sabotatori Paracadutisti (denominato in seguito Battaglione d'assalto paracadutisti "Col Moschin"), con il grado di tenente colonnello, e dal 1977 al 1978 è vice comandante della brigata paracadutisti "Folgore".

#### La missione in Libano (1982-1984)
Era capo dell'ufficio operazioni del 3º reparto dello Stato maggiore dell'esercito, con il grado di colonnello, quando nel settembre del 1982, nell'ambito della prima guerra libanese e successivamente al massacro di Sabra e Shatila a Beirut, venne individuato per guidare il contingente italiano della Forza Multinazionale in Libano durante la missione Libano 2, e lo resterà fino al febbraio del 1984. Angioni nel frattempo nel gennaio 1983 fu promosso generale di brigata.
Questa missione era in principio nata come iniziativa ONU, ma il veto dell'URSS annullò l'egida internazionale mentre il contingente era in navigazione verso il Libano, per cui ITALCON si trasformò in corso d'opera in uno sforzo eminentemente nazionale, con Francia ed USA. Come diretta conseguenza, i mezzi ITALCON, come le Fiat Campagnola, i VCC-1 Camillino e tutti gli altri quali camion e cingolati, impegnati sul terreno, mantennero la colorazione bianca, identificativa dei veicoli ONU, ma portarono dipinta la bandiera italiana senza le lettere UN, acronimo di United Nations (invertite in NU per Nations Unies in aree di lingua francese come avvenne, e avviene oggi, in alcune missioni in paesi africani), invece dipinte sui veicoli operanti sotto egida ONU, approvata con apposita risoluzione. Il contingente, inizialmente di un migliaio di uomini, raggiunse le 2.500 unità.
L'intervento in Libano, durante il quale sia il contingente americano sia quello francese subirono gravissime perdite in seguito a due attentati, fu grazie ad Angioni un modello cui si riferirono anche le successive missioni italiane all'estero. L'approccio del generale, infatti, fu quello di spingere i propri soldati a conoscere la cultura locale, sulla quale distribuì a tutti dei libri. Questo permise agli italiani di comprendere le ragioni delle parti e proporsi come forza di interposizione, piuttosto che come l'ennesimo contingente straniero in terra libanese. I rapporti con la popolazione locale e le diverse parti in lotta vennero inoltre enormemente facilitati dalla costruzione di un ospedale da campo nei pressi dell'aeroporto di Beirut, dove tutti i feriti di qualunque fazione venivano curati.

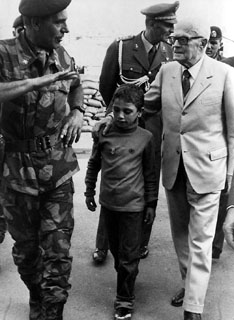
Angioni in Libano nel 1983 con Pertini e il piccolo Mustafà

Un caso paradigmatico del livello di interazione raggiunto è la storia del piccolo Mustafà Haoui, curato nell'ospedale da campo italiano, che divenne in seguito la mascotte del contingente, emigrò poi in Italia ed è divenuto tecnico di laboratorio presso l'Istituto Regina Elena di Roma.
La missione ITALCON, che fu la prima dopo la seconda guerra mondiale, segnò anche lo spartiacque nel rapporto tra la popolazione italiana e le forze armate italiane. Il contingente, con la Brigata Folgore, rientrò nella base di Livorno a fine missione nel febbraio 1984, accolta da grandi festeggiamenti in città, e il suo comandante conobbe un'enorme popolarità su scala nazionale.
Al ritorno in patria Angioni venne nominato Capo del 3º Reparto dello Stato maggiore dell'Esercito italiano.

#### Gli incarichi ai vertici militari
Nel 1986 Angioni guida la forza mobile del Comando alleato in Europa, fino al 4 gennaio 1989.
Nel 1989 è nominato Consigliere militare del presidente del Consiglio Ciriaco De Mita ed è promosso al grado di Generale di Corpo d'Armata.
Dal giugno 1990 ha il comando del III Corpo d'armata di Milano fino al settembre 1992; quindi la presidenza del Centro alti studi per la difesa (CASD) dal 7 settembre 1992 all'11 gennaio 1994; poi l'incarico di comandante delle Forze terrestri alleate del Sud Europa di Verona (FTASE) dal 14 gennaio all'8 giugno 1994.
Infine diviene segretario generale della difesa e direttore nazionale degli armamenti, dal luglio 1994 fino al settembre 1996.
È stato inoltre Presidente del Consiglio dell'Ordine Militare d'Italia.
Nel corso della propria carriera il gen. Angioni è stato insignito di Croce d'oro di Anzianità di Servizio Militare (40 anni per ufficiali), Medaglia per Lunga Attività paracadutistica, Medaglia d'oro al Merito di Lungo Comando (20 anni e oltre) nonché della Medaglia Commemorativa per la Missione di Pace in Libano, nelle 2 versioni: la prima per le operazioni dal novembre 1982 al 12 maggio 1983, e la seconda per operazioni dal 12 maggio 1983 al 6 ottobre 1986, riunite entrambe nella seconda, che ha poi dato origine all'attuale Croce per Missioni di Pace.
Ha terminato la carriera nell'Esercito il 9 settembre 1996. A lui si è ispirata la giornalista scrittrice Oriana Fallaci per rappresentare la figura del "Condor", il generale al comando del contingente italiano, nel romanzo Insciallah.

Franco Angioni con Sandro Pertini nel 1983

### Carriera politica
Nel giugno 1997, generale di corpo d'armata in ausiliaria, è stato nominato commissario straordinario del Governo per le iniziative italiane di supporto in Albania fino al giugno 1998.
Si è dedicato quindi alla vita pubblica ed è stato eletto alla Camera dei deputati nelle politiche del 2001 come indipendente in quota Democratici di Sinistra, nel collegio uninominale di Roma-Monte Sacro, in rappresentanza della coalizione di centrosinistra.
Ha occupato l'incarico di segretario della Commissione Difesa della Camera dal 21 giugno 2001 al 27 aprile 2006, alla soglia dell'apertura della nuova legislatura in seguito alle elezioni politiche del 2006, ed è anche stato membro della delegazione parlamentare presso l'assemblea NATO dal 19 settembre 2001.

## Opere
- Un soldato Italiano in Libano, Rizzoli, 1984, ISBN 88-17-53027-1
- Servire la pace. Possibilità e vincoli, Plus, 2009, ISBN 8884926637